# کنترل تکانه
کنترل مهاری که به آن مهار پاسخ نیز می‌گویند، یک فرایند شناختی است و به‌طور خاص‌تر، یک عملکرد اجرایی - این به فرد اجازه می‌دهد تا از انگیزه‌های خود و پاسخ‌های رفتاری طبیعی، عادی یا مسلط به محرک‌ها (a.k.a. همان پاسخ‌های پیش توان) جلوگیری کند تا رفتار مناسب تری را که با تحقق اهداف آنها سازگار است ، انتخاب کند. خود کنترلی جنبه مهمی از کنترل مهاری است. به عنوان مثال، سرکوب موفقیت‌آمیز پاسخ رفتاری طبیعی برای خوردن کیک هنگامی که فرد هوس آن را می‌کند در حالی که رژیم غذایی به سر می‌برد نیاز به استفاده از کنترل مهاری دارد.
قشر جلوی پیشانی، هسته دمی و هسته ساب تالاموس برای تنظیم شناخت کنترل مهاری شناخته شده‌اند. کنترل بازدارندگی هم در اعتیاد و هم در اختلال بیش فعالی با کمبود توجه مختل می‌شود. در بزرگسالان سالم و افراد مبتلا به ADHD ، کنترل مهاری با دوزهای کم (درمانی) متیل فنیدیت یا آمفتامین در کوتاه مدت بهبود می‌یابد. کنترل مهاری نیز ممکن است در طولانی مدت از طریق ورزش هوازی مداوم بهبود یابد.

## تست‌ها
آزمون کنترل مهاری نوعی آزمایش عصب روانشناختی است که توانایی فرد را برای غلبه بر پاسخ رفتاری طبیعی، عادی یا مسلط به محرک برای پیاده‌سازی رفتارهای goal-oriented پذیرانه سازگارترکند. برخی از آزمایش‌های عصب روانشناختی که کنترل مهاری را اندازه‌گیری می‌کنند شامل Stroop task, go/no-go task, Simon task, Flanker task, antisaccade tasks, delay of gratification tasks, and stop-signal tasksاست.

## تفاوت‌های جنسیتی
زن‌ها تمایل دارند که ظرفیت پایه بیشتری برای اعمال کنترل بازدارندگی بر رفتارهای ناخواسته یا عادت داشته باشند و به عوامل متناسب با محیط تعدیل کننده نسبت به مردها واکنش متفاوتی نشان دهند. به عنوان مثال، گوش دادن به موسیقی به‌طور قابل توجهی سرعت مهار پاسخ را در زنان بهبود می‌بخشد، اما میزان مهار پاسخ را در مردان کاهش می‌دهد.